# Mimusops antsiranensis
Mimusops antsiranensis är en tvåhjärtbladig växtart som beskrevs av Francis Friedmann. Mimusops antsiranensis ingår i släktet Mimusops och familjen Sapotaceae.
Artens utbredningsområde är Madagaskar. Inga underarter finns listade i Catalogue of Life.